# Agustín Santos Maraver
Agustín Santos Maraver (Los Ángeles, 21 de agosto de 1955) es un diplomático y político español, actualmente diputado en las Cortes. Ha sido embajador representante permanente de España ante la ONU en Nueva York, entre 2018 y 2023, embajador representante permanente de España ante la Oficina de las Naciones Unidas y los organismos internacionales con sede en Ginebra, entre 2011 y 2012, y director del gabinete del ministro de Asuntos Exteriores Miguel Ángel Moratinos de 2008 a 2011.

## Trayectoria
Nació en Los Ángeles, Estados Unidos. Licenciado en Filosofía y Letras y en Ciencias Políticas y Sociología por la Universidad Complutense de Madrid ingresó en 1982 en la carrera diplomática. Estuvo destinado en las embajadas de España en misiones diplomáticas españolas en China, Laos, Cuba y Estados Unidos. 
Fue vocal asesor en el Departamento Internacional del Gabinete de la Presidencia del Gobierno, segundo jefe en la embajada de España en Australia y coordinador en la Representación Permanente de España ante la Unión Europea. En 2004 fue nombrado asesor en el Gabinete del ministro de Asuntos Exteriores Miguel Ángel Moratinos y de julio de 2008 a enero de 2011 fue director del Gabinete del ministro.[cita requerida]
En enero de 2011, fue nombrado embajador representante permanente de España ante la Oficina de las Naciones Unidas y los Organismos Internacionales, con sede en Ginebra. Ocupó este cargo hasta 2013. Posteriormente, asumió el puesto de cónsul general de España en Ciudad del Cabo (Sudáfrica) hasta abril de 2017. Luego asumió el consulado de España en Perpiñán (Francia). Tras el referéndum sobre la independencia de Cataluña, que tuvo lugar el 1 de octubre de 2017, hizo varias declaraciones en las que expresaba su apoyo al referéndum. Además, afirmó que el Estado español estaba oprimiendo a Cataluña y que había presos políticos por defender dicha causa.[cita requerida]
En agosto de 2018 asumió la Representación Permanente de España ante la ONU en Nueva York sustituyendo a Jorge Moragas. Cesó en junio de 2023 para poder concurrir a las elecciones generales del 23 de julio de 2023 como número dos de la candidatura de Sumar en la circunscripción de Madrid.